# Kammback

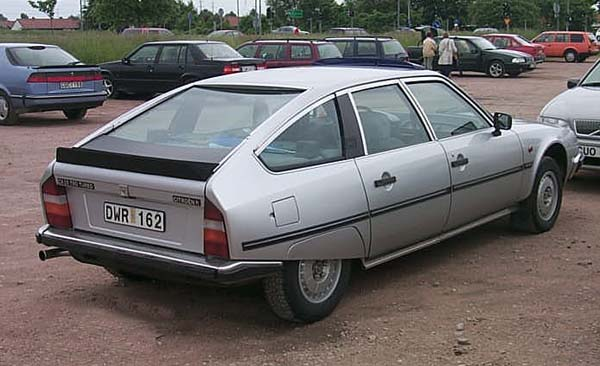
Citroën CX

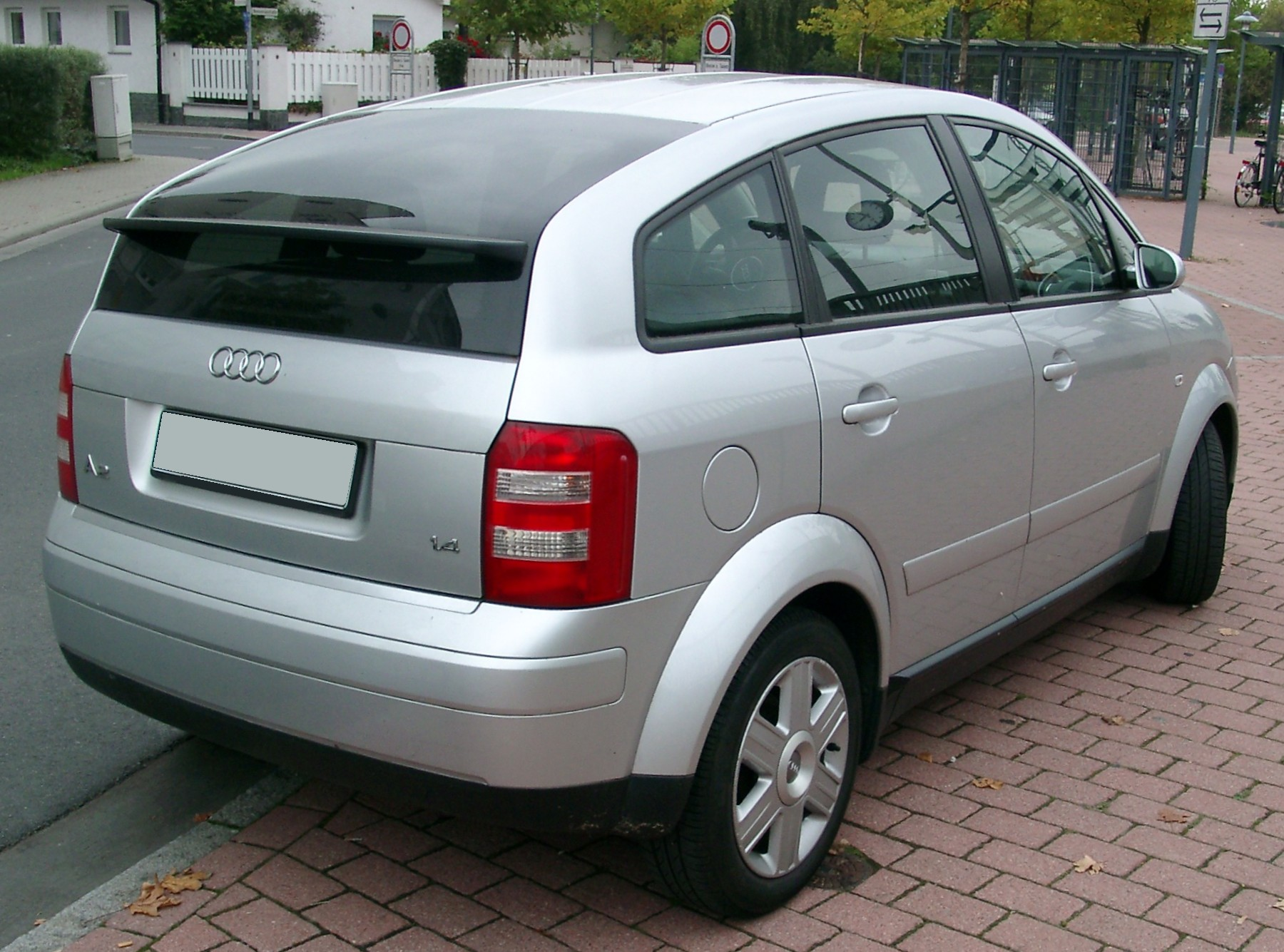
Audi A2

Kammback  (eller engelska Kamm-tail) är en typ av design på bilar som baseras på forskning av Wunibald Kamm under 1930-talet. Kammback karaktäriseras av en abrupt avskuren bakdel. En kammback-bakdel reducerar luftmotståndet nästan lika effektivt som en långt utdragen bakdel, men är mer praktisk. Den ger även mer aerodynamisk stabilitet eftersom lyftkrafterna minskas. 